# Yusif Eyvazov
Yusif Eyvazov  (en azéri : Yusif Vilayət oğlu Eyvazov ), né le 2 mai 1977 à Alger mais élevé à Bakou, est un chanteur d'opéra azerbaïdjanais de tessiture ténor dramatique. Il est artiste émérite d'Azerbaïdjan depuis 2017, et artiste du peuple d'Azerbaïdjan depuis 2018. Le répertoire d'Yusif Eyvazov est vaste, comprenant principalement des pièces de l'ère du vérisme.

## Biographie
Yusif Eyvazov est né en 1977 en Algérie dans une famille d'enseignants d'Azerbaïdjan. Son père, professeur de métallurgie, travaille à cette époque en Algérie dans le cadre d'un échange.
L'éducation musicale de Yusif commence à l'Académie de musique de Bakou. En 1998, il s'installe en Italie pour poursuivre ses études et y vit à Milan. Il se perfectionne dans des master classes avec Franco Corelli, Magda Olivero, Placido Domingo, Gianandrea Gavazzeni et Antonio Fogliani.

## Carrière
Le ténor commence sa carrière par des représentations dans de petits opéras en Italie, ainsi que des tournées dans des nombreux pays dans le monde tels que la France, l'Autriche, la Slovénie, l'Allemagne, l'Espagne, le Japon ou la Corée.
En 2008, Yusif Eyvazov remporte le Grand Prix du Concours international pour les chanteurs d'opéra de Milan. En 2012, il devient lauréat du Concours international de chant VI Bulbul à Bakou.
En 2010, il fait ses débuts au Théâtre Bolchoï dans l'opéra Tosca de Giacomo Puccini.
En 2013, le ténor fait ses débuts en tant qu'Otello dans l'opéra éponyme de Giuseppe Verdi au Festival international d'opéra[Quoi ?], dédié au 200e anniversaire du compositeur, à Ravenne sur la scène du Teatro Dante Alighieri. En 2014, à l'Opéra de Rome, Yusif Eyvazov et Anna Netrebko tiennent les rôles principaux lors de la première de l'opéra Manon Lescaut de Giacomo Puccini.
En 2015, il fait ses débuts aux États-Unis à Los Angeles dans Pagliacci. La même année, il fait également ses débuts sur la scène du Metropolitan Opera dans l'opéra Turandot.
Yusif Eyvazov se produit dans des salles d'opéra célèbres telles que le Metropolitan Opera, La Scala, l'Opéra d'État de Vienne, le Théâtre Bolchoï, l'Opéra national de Paris, etc..
Le 7 avril 2023, il a été nommé directeur du Théâtre national académique azerbaïdjanais d'opéra et de ballet.